# Alba Fehérvár
Az Alba Fehérvár székesfehérvári férfi kosárlabdaklub, az 1951-ben alakult Székesfehérvári Építők, majd az Alba Regia Építők jogutódja. Ötszörös magyar bajnok, négyszeres kupagyőztes, egyszeres Közép-európai Kosárlabda Liga győztes.

## Története
A klub 1951-ben alakult meg Székesfehérvári Építők néven, az NB II-es bajnokságot megnyerő MDSE jogutódjaként. A gárda kezdetben középcsapatnak számított az NB I-ben, ám 1966-ban kiesett a másodosztályba. Két évvel később sikerült ugyan a visszajutás, de megkapaszkodni nem tudott az Építők, csak az 1974/75-ös újbóli élvonalbeli szereplés során. Ekkor a társaság három idényt töltött a felsőházban. Az 1980/81-es szezont már Alba Regia Építők néven kezdte a klub, de olyannyira nem tudott meghatározó szerepet vállalni az élvonalban, hogy kétszer is kicsúszott onnan. 1992-ben ismét névváltáson esett át a csapat, miután a vezetők új főszponzorra találtak az Albacompban. A cég színre lépésével új időszámítás kezdődött Fehérvárott: a csapat évről évre erősebb lett, az elvárások pedig fokozatosan komolyodtak. Ennek első kézzel fogható jele az 1995/96-os bajnoki bronzérem volt, ami további hajtóerőt jelentett. Ezt követően a magyar mezőny első számú alakulatává nőtte ki magát a csapat, amit a három bajnoki cím és a három Magyar Kupa elsőség igazol.

### Szakosztály története
Az 1904-ben alakult Székesfehérvári Torna Club (SZTC) és az 1924-ben létrejött Alba Regia Atlétikai Klub (ARAK) egyesüléséből alakult 1948-ban a Fehérvári Dolgozók Sportegyesülete, amely 1949 őszétől Székesfehérvári Magasépítőipari Dolgozók Sportegyesülete néven működött tovább. A férfi kosárlabda szakosztály az ARAK-ból nőtt ki és 1950-ben jutott fel az NB1–be. Az ötvenes években a fehérvári kosárlabdázás két játékost is adott, abban az évtizedben Európa egyik legerősebb válogatottjának számító nemzeti csapatba.
Az 1960-as 70-es években a zömmel fiatalokból álló csapat tagjai továbbtanult és az egyetemi évek alatt más csapatot erősítettek. A Soproni MAFC, a korszak legjobb vidéki csapata, Építőkben nevelkedett játékosokkal lett harmadik a Honvéd és a MAFC mögött, eközben 1966-ban a Székesfehérvári Építők kiesett az elsőosztályból. Az 1990-es években gazdaságilag átalakuló ARÉV Rt. nem tudta tovább finanszírozni a klub működését. Egy év haladékot kapott arra, hogy a finanszírozási problémákra megoldást találjon.

### 1996-1999 Albacomp-SZÜV
A székesfehérvári Alba Regia Sport Klub férfi kosárlabda-szakosztályt, 1992 óta (aranyfokozatú) támogató Albacomp, '95 júniusában többségi tulajdont szerzett a '94-ben privatizálásra került SZÜV Rt.-ben. A fehérvári kosárlabdacsapat ezekben az időkben az Albacomp-SZÜV nevet viselte három éven keresztül. Később az Albacomp Zrt. és a közel száz százalékban a tulajdonában lévő SZÜV Zrt. tulajdonosai határoztak az Albacomp Zrt. és a SZÜV Zrt. 2011. január elsejei összeolvadásáról.

### 1999-2002 Albacomp-UPC
A UPC Magyarország Kft. 1998. július 1-jén jött létre a Kábelkom és a Kábeltel egyesülésével. A Liberty Global vezető nemzetközi kábelszolgáltató száz százalékos tulajdonú leányvállalata. 1999-ben kezdte el támogatni a székesfehérvári kosárlabdát és az Albacomp mellett a második névadó szponzora lett a csapatnak, három évig.

### 2011-2012 Albacomp Fehérvár
A 2011/2012-es szezon kezdetével az anyagi gondokkal küzdő klub mögé állt a város, melynek köszönhetően új nevet kapott a csapat: Albacomp Fehérvár. Dr. Cser-Palkovics András Székesfehérvár polgármestere a város támogatását feltételekhez kötötte, így ahol az önkormányzat a legnagyobb szponzor, ott a városmarketing szempontokat is figyelembe véve elvárják a város nevének megjelenését a csapatok nevében.

### 2012-2013 Alba Fehérvár
A távozó névadó szponzor miatt, a klubnak át kellett alakítani a teljes gazdasági finanszírozást. Olyan helyzetbe került, amilyenben más csapatoknál a B csoport, vagy, mint korábban Fehérváron is volt rá példa, a megszűnés lett a következmény. Kétéves szerződést kötött egy új támogatóval, amely nagyobb összeget biztosít, mint egy átlagos névadó szponzor (de nem lesz névadó). A névadó szponzor szerepét a város vette át. A 2012/2013-as szezonban minden akadály elhárult a Vodafone Sportcentrum átépítése, kibővítése elől.
2012 decemberében a klub rendkívüli küldött-közgyűlésén ellenszavazat nélkül választották meg a nyugdíjba vonuló Nagy Gábort tiszteletbeli örökös elnöknek, majd szintén egyhangúlag Dávid Kornélt elnöknek. A 22 év után visszavonuló elnök olyan klubot adott át, amelyben több régi szakosztály is átvészelte a legnehezebb időket, a kosarasok pedig az ország meghatározó, akkor még háromszoros bajnok csapataként szerepelnek.

### 2013 Bericap Alba Fehérvár
Május 21-én a bajnoki döntő előtt újabb támogatókkal bővült a szponzori kör az Alba Fehérvár csapatánál. Ennek köszönhetően a Szolnok elleni finálét új néven kezdi Braniszlav Dzunics együttese. Dr. Papp Dénes, a Bericap Bt. ügyvezető igazgatója, Dávid Kornéllal folytatott beszélgetése meggyőzte, olyan szellemű profi munka és gondolkodásmód jellemzi a klubot, amilyent a cég is követ, és amely alkalmas biztató jövőkép kialakítására. Seawing Kft. is új támogatóként lépett elő.

## Sportcsarnok

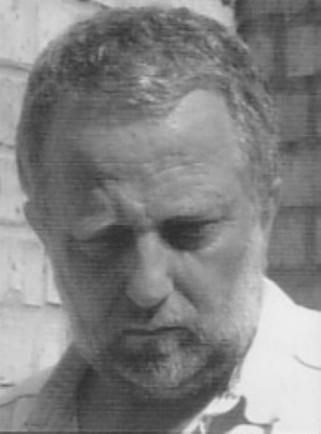
Reimholz Péter

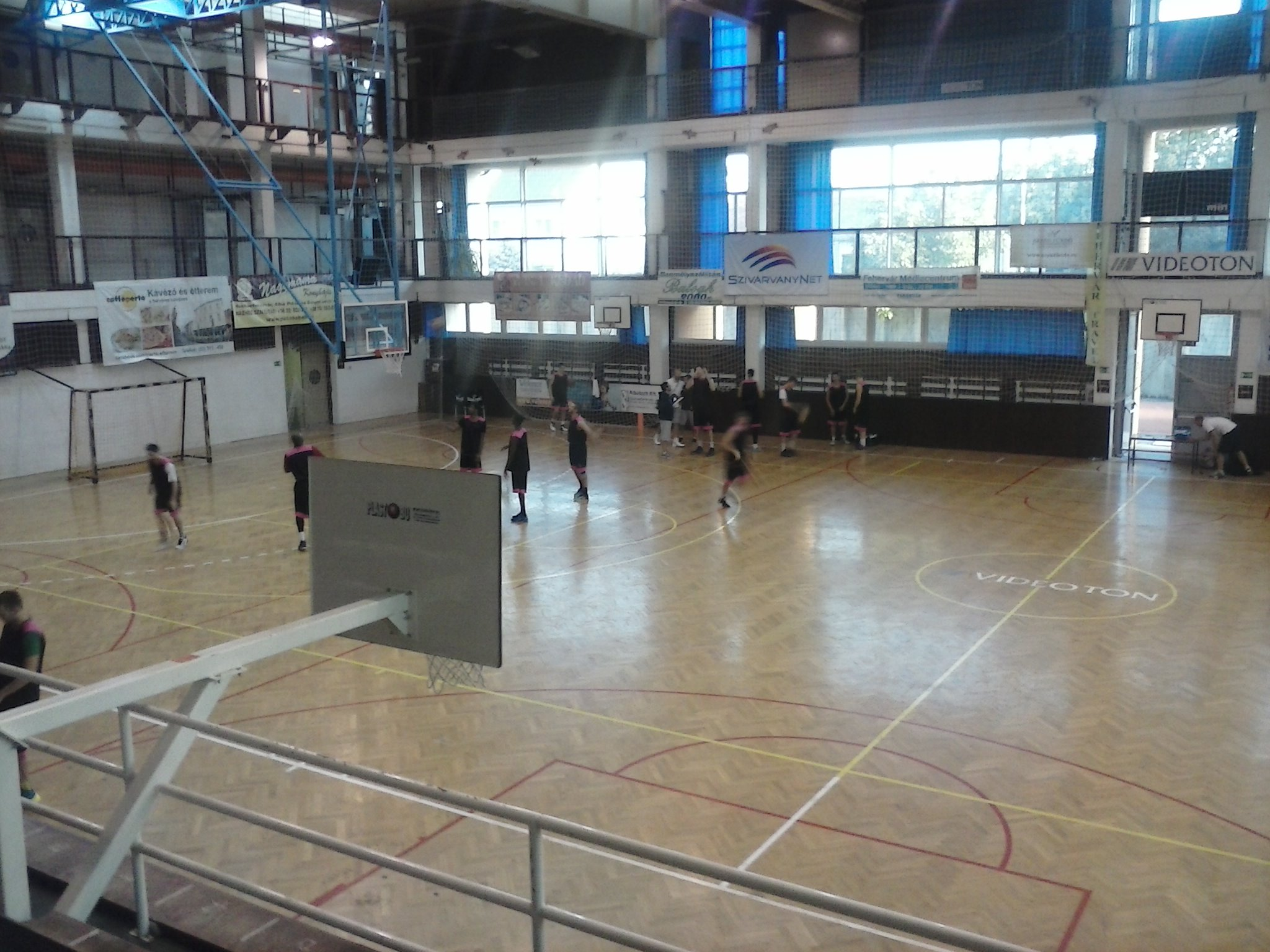
2013 VOK terem bal

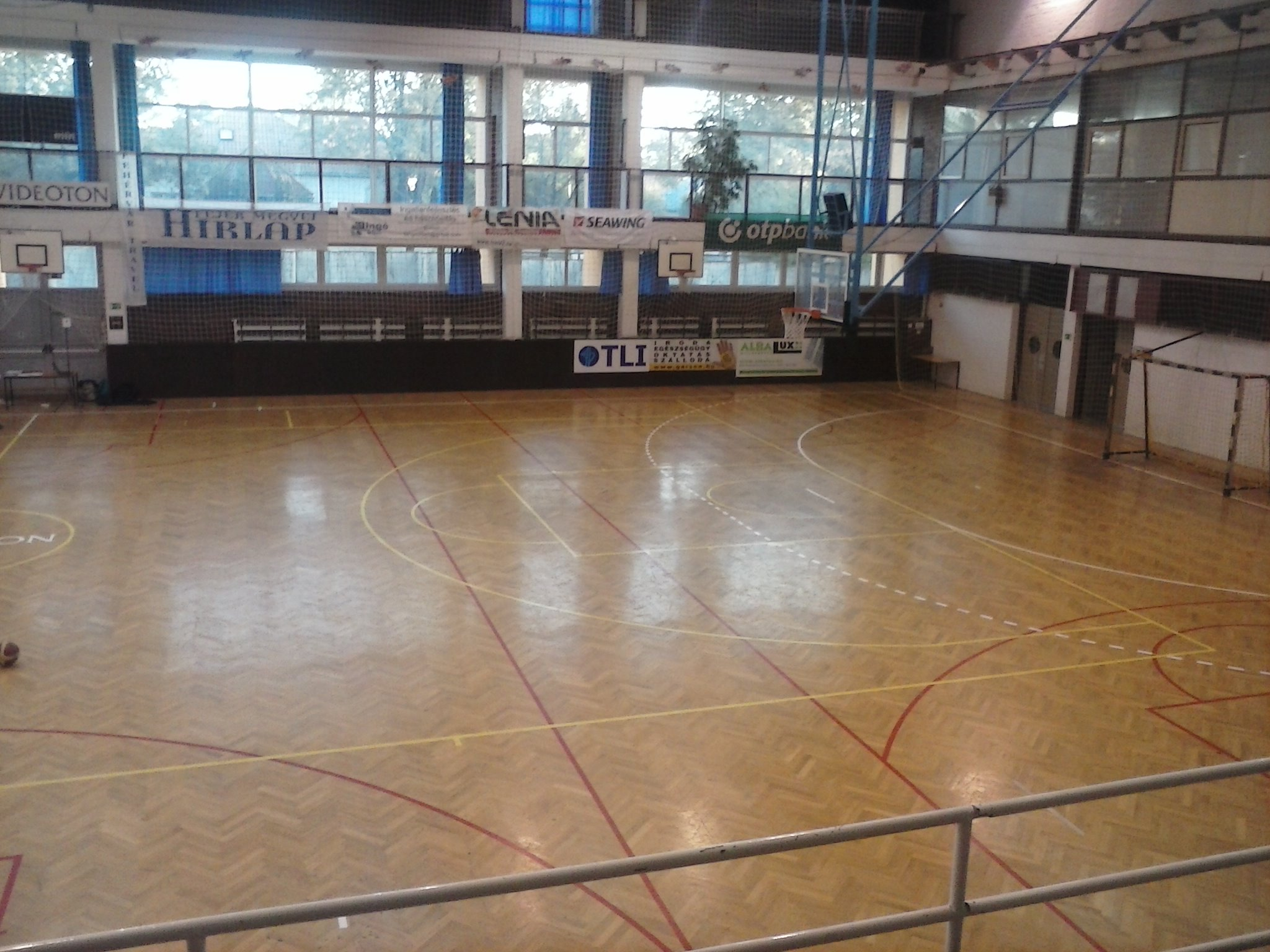
2013 VOK terem jobb

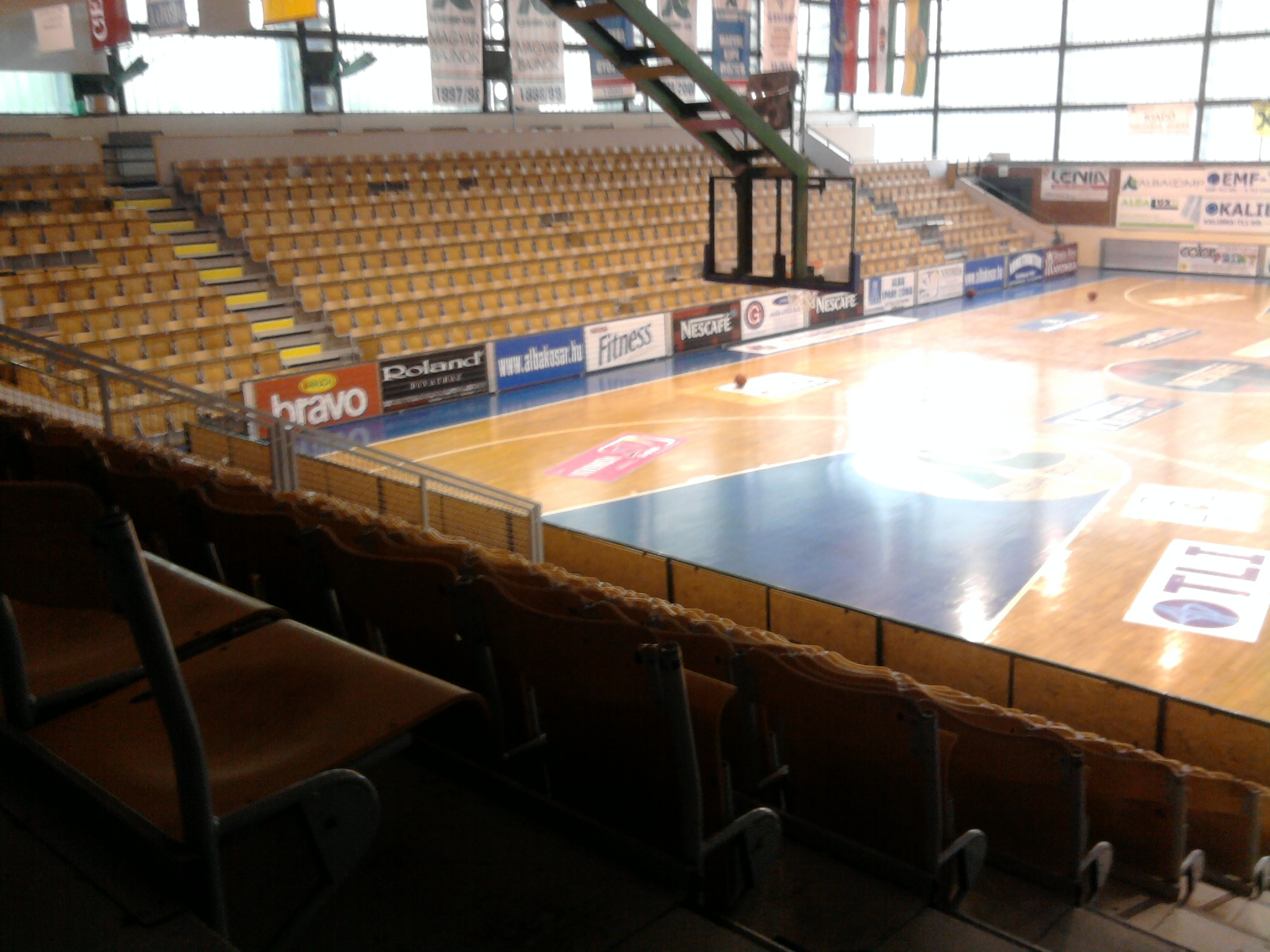
1998-2010 ARÉV Sportcsarnok festése

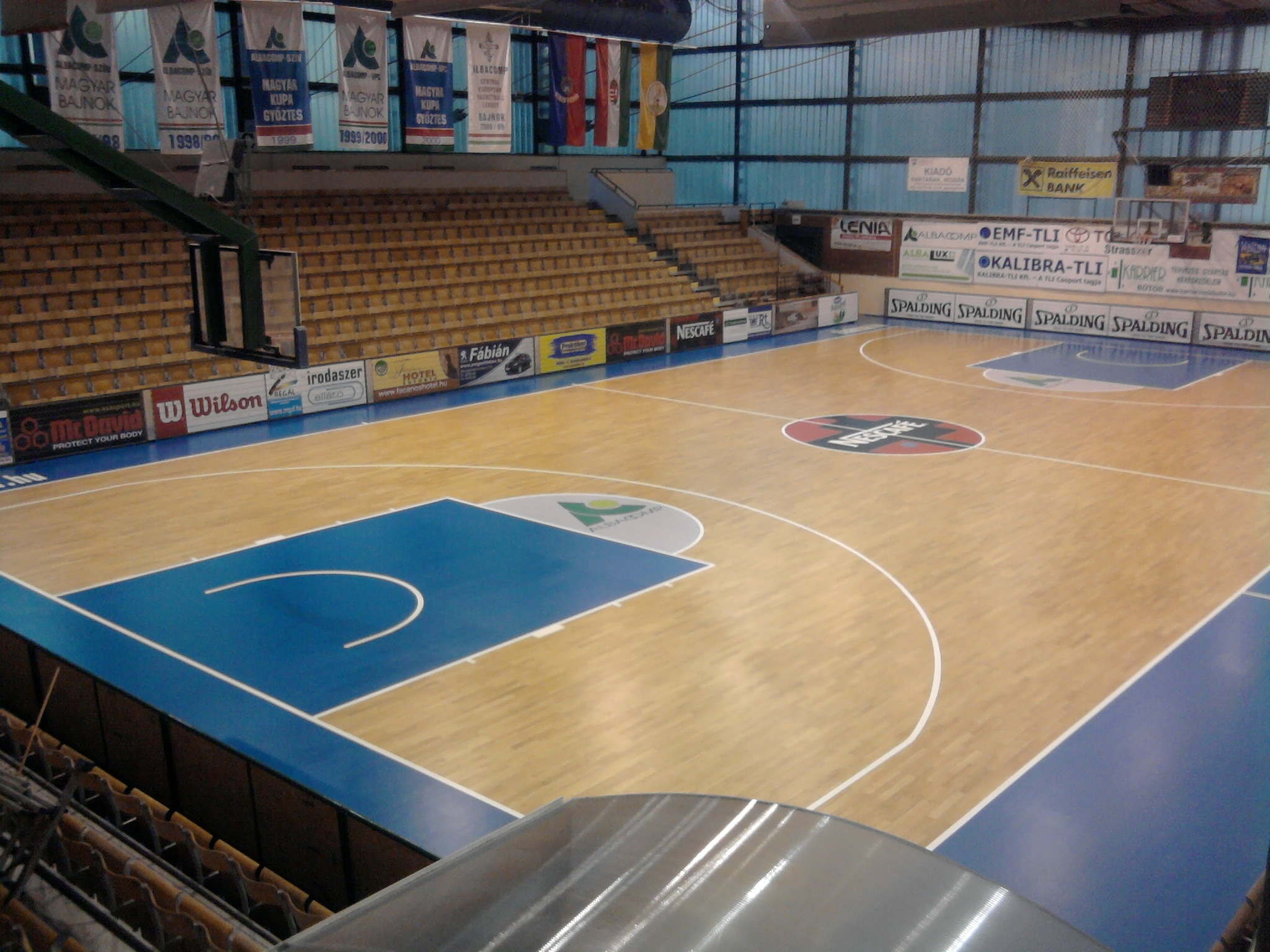
2010- ARÉV Sportcsarnok új festéssel

A Vodafone Sportcentrum Székesfehérvár történelmi belvárosának peremén található, forgalmas útvonalak találkozásánál. A csarnok építésétől (1978) kezdve az Alba Regia Sport Club otthona. A kézilabda kivételével bármilyen teremsport űzésére alkalmas.
Az Vodafone Sportcentrum befogadóképesség: 2400 fő, ebből 1400 ülőhely, 1000 állóhely. A szabvány méretű kosárlabdapálya mellett, klubszoba összejövetelek rendezésére 50-60 főig, kávézó és konditerem van még a létesítményben. Koncertek, rendezvények helyszínéül is szolgál.

### ARÉV Sportcentrum
1978-2010 ARÉV Sportcentrum nevet viselte a csarnok. Az ARÉV Sportcsarnokot az IPARTERV Zrt. jogelődje, az IPARTERV Épülettervező Vállalat tervezte 1974-ben. Molnár Péter, Dr. Ivits Iván statikussal hosszú időn keresztül foglalkozott a függesztett kötélszerkezetek alkalmazásának kérdéskörével. Ennek eredményeképpen épült fel 1975-78 között a Székesfehérvári ARÉV sportcsarnok.
1998 nyarán elkészült a székesfehérvári ARÉV sportcsarnok bővítése. Az átépített Alba Regia Sportcsarnokban kialakultak a szabványos lelátók, közlekedők, lépcsők. Ahhoz, hogy időre végezzenek a munkával, az akkor gondokkal küzdő klubnak helyi vállalkozások, a fehérvári önkormányzat, játékosok és szurkolók segítettek a csarnok befejezésénél. A bővítés ideje alatt, az Albacomp kosárlabdacsapatának a VOK (Videoton Oktatási Központ) adott otthont.
A 2010/2011-es szezon kezdetével új vonalazást kaptak a magyarországi kosárlabdapályák. Ennek megfelelően a fehérvári ARÉV sportcsarnok (ahogy a FIBA tagszövetség által kiírt bajnokság pályái) sem maradt ki. A festés során a parketta javítására is sor került. A lecsiszolt parkettát, az új szabályoknak megfelelően festették le, a munkálatok 2010 augusztus 24-ig tartott. A felújítás ideje alatt az Albacomp játékosok a székesfehérvári Cosmo Sport Centrumban spinning és kondi edzéseken vettek részt heti három alkalommal. Az új szabályok és vonalak célja, hogy a FIBA és az NBA szabályrendszere közeledjen egymáshoz, így látványosabb, és gyorsabb játékot tegyen lehetővé.

### Videoton Oktatási Központ(VOK)
A Videoton Oktatási Központ (VOK), kulturális centrum, sportlétesítmény. A közel 7000 m²-es intézmény a VT Üzletközpont Kft. kezelése alatt működik, amely 50-50 százalékban a Videoton Holding Zrt. és a Készpénz Zrt. tulajdonában van. A CLASP-rendszerű (1983) épületet Reimholz Péter tervezte (1977-78), 1984 őszén készült el. Az épület modern vonalával, csupa üveg és fém kombinációjával jellegzetes építészeti alkotása lett a városnak. Könyvtár, oktatótermek, színházterem, továbbá külső teniszpálya, gazdagon felszerelt fitness center, konditerem, fallabda, szauna, szolárium, asztalitenisz található a központban. A VOK csarnok alkalmas kézilabda, kosárlabda, teremfoci, ketrecfoci űzésére. A sportrendezvényeken kívül nagyobb szabású rendezvények, koncertek helyszíne. A sportcsarnok lelátón 600 néző számára van ülőhely, és legalább ennyi néző tudja az eseményeket a körbefutó galériákról szemlélni. Teljes befogadó képessége (állóhely) 1.900-2.000 fő. A sportcsarnokban a televíziós és rádiós közvetítés feltételei adottak.
1998 és 1999 között az ARÉV sportcsarnok bővítése miatt számos mérkőzést játszott itt az Albacomp.
2012 decemberében befejeződött a Videoton Oktatási Központ felújítása (VOK), a kétszázmillió forintos beruházás az Új Széchenyi Terv keretében, európai uniós támogatással valósult meg. Az épületenergetikai beruházás 137,67 millió forint támogatással, 62,88 millió forint önerő felhasználásával valósult meg. A székesfehérvári Penta Kft. végezte el az épületegyüttes külső hőszigetelését, a tető hő- és vízszigetelését, kicserélték a nyílászárókat, valamint korszerűsítették a fűtési rendszert.
2013/2014-es szezon kezdetével az Alba Fehérvár ideiglenes otthona ismét a Videoton Oktatási Központ lett. A csapat már augusztusban beköltözött és szeptemberben az eredményjelző is átköltözött a bővítés alatt álló Vodafone Sportcentrumból.

### Vodafone Sportcentrum
A város és a Vodafone telekommunikációs multicég között létrejött együttműködés részeként a Gáz utcai sportcsarnok neve 2011. május 10-től Vodafone Sportcentrum. A megállapodást dr. Cser-Palkovics András polgármester és dr. Beck György, a Vodafone magyarországi vezérigazgatója írta alá a Hiemer-házban. A Vodafone négy éven keresztül lesz az Alba Regia Sportcentrum szponzora, a létesítmény ez idő alatt a Vodafone Sportcentrum nevet viseli.
A 2012/2013-as szezonban minden akadály elhárult a Vodafone Sportcentrum átépítése, kibővítése elől.
A korábbi tervekkel ellentétben, miszerint 2013. január 16-ig használja a Vodafone Sportcentrumot a csapat, a bővítés a csak a szezon végén kezdődött meg. A bővítés célja, hogy a főépület helyére egy európai igényeknek is megfelelő háromemeletes létesítmény épüljön. Ugyanakkor a nézőtér a negyedik oldallal és az aréna is bővül, a tekepálya megszüntetésével. A közönség, a sajtó munkatársai, a díszvendégek komfortosabb, szebb környezetben tölthetik majd idejüket a Vodafone Sportcentrumban, ahogy a kosarasok is a megújuló öltözővel, kollégiumi szobákkal.
| 2010 ARÉV Sportcsarnok festés előtt |
| --- |
| - ARÉV Sportcsarnok festés előtt (c szektor) - ARÉV Sportcsarnok festés előtt (c szektor) - ARÉV Sportcsarnok festés előtt (palánk alatt) - ARÉV Sportcsarnok festés előtt (palánk alatt, a földön) - ARÉV Sportcsarnok festés előtt (jobb oldal) |

| 2013 Vodafone Sportcentrum átépítése |
| --- |
| - A Vodafone Sportcentrum bontása, eleje - A Vodafone Sportcentrum bontása, eleje - A Vodafone Sportcentrum bontása, bal oldal - A Vodafone Sportcentrum bontása, jobb oldal - A Vodafone Sportcentrum bontása, tábla |

| Sportcsarnok neve               | Dátum           | Befogadóképesség | Cím                                  | Megjegyzés          |
| ------------------------------- | --------------- | ---------------- | ------------------------------------ | ------------------- |
| ARÉV Sportcsarnok               | 1978–1998       | -                | 8000 Székesfehérvár, Gáz utca 19.    |                     |
| VOK (Videoton Oktatási Központ) | 1998–1999, 2013 | 1200 fő          | 8000 Székesfehérvár, Berényi út 101. | ideiglenes          |
| ARÉV Sportcsarnok               | 1999–2011       | 2400 fő          | 8000 Székesfehérvár, Gáz utca 19.    |                     |
| Vodafone Sportcentrum           | 2011–2012       | 2400 fő          | 8000 Székesfehérvár, Gáz utca 19.    |                     |
| Alba Regia Sportcsarnok         | 2013-           | 3000 fő          | 8000 Székesfehérvár, Gáz utca 19.    | 2016-ban átnevezték |

## Játékoskeret
Utolsó módosítás: 2024. március 18. 
| Játékosok | Edzők |                        |       |          |                                |                          |
| \| Mezszám \| Név \| Ország \| Poszt \| Magasság \| Életkor \| Korábbi csapat \| \| ------- \| --------------- \| ------ \| ----- \| -------- \| ------------------------------ \| ------------------------ \| \| 1 \| Anthony Roberts \| \| 1-2 \| 192 cm \| 2000. január 2. (25 éves) \| Vitoria Alves Guimaraes \| \| 5 \| Siyani Chambers \| \| 1 \| 183 cm \| 1993. december 14. (31 éves) \| Egis Körmend \| \| 7 \| Takács Milán \| \| 1-2 \| 194 cm \| 2000. szeptember 7. (24 éves) \| Utánpótlásból került fel \| \| 8 \| Kiss Benedek \| \| 2 \| 195 cm \| 2001. szeptember 27. (23 éves) \| Hübner Nyíregyháza BS \| \| 11 \| James Dickey \| \| 5 \| 208 cm \| 1996. november 28. (28 éves) \| BC Prometey \| \| 12 \| Fazekas Máté \| \| 5 \| 210 cm \| 2000. január 19. (25 éves) \| Kaposvári KK \| \| 17 \| Balogh Máté \| \| 4-5 \| 204 cm \| 2001. április 17. (23 éves) \| Egis Körmend \| \| 21 \| Jordan Barnett \| \| 3-4 \| 201 cm \| 1995. december 31. (29 éves) \| Soproni KC \| \| 31 \| Isaiah Philmore \| \| 4-5 \| 203 cm \| 1989. szeptember 20. (35 éves) \| Rouen Métropole \| \| 34 \| Takács Martin \| \| 1-2 \| 194 cm \| 2000. szeptember 7. (24 éves) \| Utánpótlásból került fel \| \| 42 \| Góbi Marcell \| \| 3-4 \| 197 cm \| 2002. május 23. (22 éves) \| Utánpótlásból került fel \| \| 77 \| Kass Balázs \| \| 1-2 \| 189 cm \| 2002. február 14. (23 éves) \| Hübner Nyíregyháza BS \| \| 99 \| Vojvoda Dávid \| \| 2-3 \| 193 cm \| 1990. szeptember 4. (34 éves) \| Reggio Emilia \| | Vezetőedző Alejandro Zubillaga Edző(k) Kertész Dániel Megjegyzés, jelmagyarázatA dőlttel szedett játékosok U23-as szabálynak megfelelnek. A vastagon szedettek válogatott játékosok. Forrás |                        |       |          |                                |                          |
| Mezszám | Név | Ország                 | Poszt | Magasság | Életkor                        | Korábbi csapat           |
| 1 | Anthony Roberts | USA                    | 1-2   | 192 cm   | 2000. január 2. (25 éves)      | Vitoria Alves Guimaraes  |
| 5 | Siyani Chambers | USA                    | 1     | 183 cm   | 1993. december 14. (31 éves)   | Egis Körmend             |
| 7 | Takács Milán | Magyarország           | 1-2   | 194 cm   | 2000. szeptember 7. (24 éves)  | Utánpótlásból került fel |
| 8 | Kiss Benedek | Magyarország           | 2     | 195 cm   | 2001. szeptember 27. (23 éves) | Hübner Nyíregyháza BS    |
| 11 | James Dickey | USA                    | 5     | 208 cm   | 1996. november 28. (28 éves)   | BC Prometey              |
| 12 | Fazekas Máté | Magyarország           | 5     | 210 cm   | 2000. január 19. (25 éves)     | Kaposvári KK             |
| 17 | Balogh Máté | szlovák · Magyarország | 4-5   | 204 cm   | 2001. április 17. (23 éves)    | Egis Körmend             |
| 21 | Jordan Barnett | USA                    | 3-4   | 201 cm   | 1995. december 31. (29 éves)   | Soproni KC               |
| 31 | Isaiah Philmore | USA                    | 4-5   | 203 cm   | 1989. szeptember 20. (35 éves) | Rouen Métropole          |
| 34 | Takács Martin | Magyarország           | 1-2   | 194 cm   | 2000. szeptember 7. (24 éves)  | Utánpótlásból került fel |
| 42 | Góbi Marcell | Magyarország           | 3-4   | 197 cm   | 2002. május 23. (22 éves)      | Utánpótlásból került fel |
| 77 | Kass Balázs | Magyarország           | 1-2   | 189 cm   | 2002. február 14. (23 éves)    | Hübner Nyíregyháza BS    |
| 99 | Vojvoda Dávid | Magyarország           | 2-3   | 193 cm   | 1990. szeptember 4. (34 éves)  | Reggio Emilia            |

| Mezszám | Név             | Ország                 | Poszt | Magasság | Életkor                        | Korábbi csapat           |
| ------- | --------------- | ---------------------- | ----- | -------- | ------------------------------ | ------------------------ |
| 1       | Anthony Roberts | USA                    | 1-2   | 192 cm   | 2000. január 2. (25 éves)      | Vitoria Alves Guimaraes  |
| 5       | Siyani Chambers | USA                    | 1     | 183 cm   | 1993. december 14. (31 éves)   | Egis Körmend             |
| 7       | Takács Milán    | Magyarország           | 1-2   | 194 cm   | 2000. szeptember 7. (24 éves)  | Utánpótlásból került fel |
| 8       | Kiss Benedek    | Magyarország           | 2     | 195 cm   | 2001. szeptember 27. (23 éves) | Hübner Nyíregyháza BS    |
| 11      | James Dickey    | USA                    | 5     | 208 cm   | 1996. november 28. (28 éves)   | BC Prometey              |
| 12      | Fazekas Máté    | Magyarország           | 5     | 210 cm   | 2000. január 19. (25 éves)     | Kaposvári KK             |
| 17      | Balogh Máté     | szlovák · Magyarország | 4-5   | 204 cm   | 2001. április 17. (23 éves)    | Egis Körmend             |
| 21      | Jordan Barnett  | USA                    | 3-4   | 201 cm   | 1995. december 31. (29 éves)   | Soproni KC               |
| 31      | Isaiah Philmore | USA                    | 4-5   | 203 cm   | 1989. szeptember 20. (35 éves) | Rouen Métropole          |
| 34      | Takács Martin   | Magyarország           | 1-2   | 194 cm   | 2000. szeptember 7. (24 éves)  | Utánpótlásból került fel |
| 42      | Góbi Marcell    | Magyarország           | 3-4   | 197 cm   | 2002. május 23. (22 éves)      | Utánpótlásból került fel |
| 77      | Kass Balázs     | Magyarország           | 1-2   | 189 cm   | 2002. február 14. (23 éves)    | Hübner Nyíregyháza BS    |
| 99      | Vojvoda Dávid   | Magyarország           | 2-3   | 193 cm   | 1990. szeptember 4. (34 éves)  | Reggio Emilia            |

### 1949–1988
Balsay Antal (erdőmérnök, min. főtanácsos) a székesfehérvári Építők és a soproni MAFC kosárlabdázója volt 15 éven keresztül. 65 éves korában, 2011-ben hunyt el.
Bogár Pál (erdőmérnök) az Alba Regia AK (1943-1946), soproni MAFC (1946-1952) és a székesfehérvári Építők (1952-1961) kosárlabdázója.
Kisteleki Péter (erdőmérnök) 1948. március 14-én született Székesfehérvárott. A Balsay fivéreknek köszönhetően a soproni erdészeti egyetemre jelentkezett. Az ottani SMAFC-cal Magyar Kupát nyert, és az NB I-ben a második helyen végeztek. 1972-ben a Székesfehérvári Építők csapatában folytatta sportpályafutását 1981-ig.
Laki Sándor (okl.erdőmérnök) a székesfehérvári születésű játékos pályafutását a SMAFC aranycsapatban kezdte (1963-1969), később a székesfehérvári Építőknél (1969-1977), majd az EFE Geodézia Főiskola csapatában kosárlabdázott (1977-1988). 1988. február 9-én 44 évesen hunyt el.
Németh Vilmos 1938-ban született tősgyökeres soproni családban. Sportpályafutását a Székesfehérvári Építők színeiben folytatta 1961-ben.
Somogyi László (építészmérnök) 1932-ben Székesfehérváron született kosárlabdázó 12 évig volt a székesfehérvári Építők játékosa.
Tóth László a székesfehérvári Építők játékosa. Bogár Pál mellett ő is tagja volt annak a válogatottnak, amely az 1955-ös EB-t megnyerte. Hosszú ideje Los Angelesben él.
Füzesi József 1941. szeptember 11-én született Budapesten. 1964-ben biológia-földrajz-testnevelés szakos általános iskolai tanári diplomát szerzett, 1965-ben kosárlabdaedző középfokú (TF), majd 1980 kosárlabda-szakedző (TF). Edzői pályafutása során számos elismerésben részesült. Csapatok, eredmények: 1958-1959 Zalaegerszegi TE (NB II); Ganz-Mávag (ifi Budapest bajnokság 3. hely); 1960-1964 Pécsi Tanárképző Főiskola (NB II); 1964-1965 Székesfehérvári Építők (NB I); 1965-1969 Pécsi Tanárképző Főiskola (NB II)

### Halhatatlanok fala
Boksay Zsuzsa – 1960. október 13-án született (Budapest) kosárlabda játékos. Európa legjobb női játékosának választották (1982, 1985, 1993). Olimpiai negyedik (1980), és háromszoros Európa-bajnoki bronzérmes (1983, 1985, 1987). Ronchetti-kupa elődöntős (2000), négyszeres magyar bajnok (1983, 1984, 1985, 1987). 333-szoros válogatott játékos.
(Csapat: Székesfehérvári Építők, Vasas Izzó, Tungsram, SG München, Lotus München, Wemex Berlin, Wolfenbüttel, Oberhausen, Osnabrück, Aschaffenburg)
Feketené Turóczy Nóra – A hatvanas hetvenes években ünnepelt kosárlabdázó volt, aki tizenhárom évig játszott a válogatottban. A akkori válogatott csapatkapitánya volt.
(Csapat: Székesfehérvári Építők)
Németh Katalin – 1967. december 15-én született (Székesfehérvár) karatés. Négyszeres Európa-bajnok 1986., Eb I. helyezett (csapat kumite), 1989. Eb I. helyezett (egyéni formagyakorlat), 1990. Eb II. helyezett (csapat kumite), 1992. Eb I. helyezett (csapat kumite), 1993. Eb I. helyezett (egyéni formagyakorlat).
(Egyesület: 1981 Ikarust SE, 1984 Alba Regia SC, 1997 Stabilitás KK)
Bogár Pál – 1927. szeptember 2-án született (Tés) kosárlabda játékos. 40-szeres magyar válogatott, Eb ezüstérmes, Európa-bajnok.
(Csapat: Alba Regia AK, Soproni MAFC, Budapesti Honvéd SE, Székesfehérvári Építők)
Dávid Kornél – 1971. október 22-én született (Nagykanizsa) kosárlabda játékos. 107-szeres magyar válogatott, hatszoros magyar bajnok, Euroliga ezüstérmes.
(Csapat: Budapesti Honvéd (up.), MALÉV SC (NB II.), Budapesti Honvéd, Tungsram-Honvéd, Albacomp, Rockfort Lightning, Chicago Bulls, Cleveland Cavaliers, Detroit Pistons, Strasbourg IG, BC Žalgiris, TAU Cerámica, CB Gran Canaria)
Farkas Sándor – 1956. szeptember 27-én született (Zalaegerszeg) kosárlabdaedző. 12 utánpótlásbajnoki cím, 6 felnőtt bajnoki arany, 3 kupagyőzelem – rengeteg ezüst és bronzérem, kitüntetés, többször volt az év edzője.
(Csapat: ZTE utánpótlásedző, vezetőedző és utánpótlás-szakágvezető, a Zalavolán vezetőedzője, 1997-2001-ig (és 2003-2006-ig) Székesfehérváron az Albacomp vezetőedzője, 2001-2002-es szezonban a Gysev-Ringa vezetőedzője, 2006-tól a BSE vezetőedzője.)
Robert Shannon – 1971. március 31-én született (Ohio), kosárlabda játékos. CBA-bajnok (Yakama Sunkings), háromszoros magyar bajnok (1997/1998,1998/1999,1999/2000).
(Csapat: Odessa JC, UAB, Helsinki, Albacomp, Hyères-Toulon)

### Visszavonultatott mezszám(ok)
- 9 – Dávid Kornél

## Vezetőedzők
- Hegedűs István  (1969–1985)[33]
- Vetési Imre  (1985–1986)[34]
- Nagy Gábor  (1986–1990)[35]
- Nagy Sándor  (1990–1991)[36]
- Gellér Sándor  (1991–1992)[37]
- Vetési Imre  (1992–1994)[38]
- Rasid Abeljanov (1994–1996)[39]
- Hajnal László  (1996–1997)[40]
- Farkas Sándor  (1997–2001)[41]
- Sterbenz László  (2001–2003)[42]
- Farkas Sándor  (2003–2005)[43]
- Predrag Krušćić  (2005)[44]
- Fodor Péter  (2005–2007)[45]
- Matus Gábor  (2007)[46]
- Goran Miljković  (2007–2008)[47]
- Peresztegi Nagy Ákos  (2008–2009)[48]
- Peter Stahl  (2009)[49]
- Srećko Sekulović  (2009–2010)[50]
- Branislav Dzunić  (2010–2013)[51]
- Carlos Frade  (2013–2014)[52]
- Marcel Tenter  (2014)[53]
- Góbi Henrik  (2014–2015)[54]
- Székely Norbert  (2015)[55]
- Góbi Henrik  (2015)[56]
- Branislav Dzunić  (2015–2018)[57]
- Jesus Ramirez  (2018–2020)[58]
- Arik Shivek  (2020)[59]
- Forray Gábor  (2020–2021)[60]
- Dejan Mihevc  (2021)[61]
- Matthias Zollner  (2021–2023)[62]
- Alejandro Zubillaga  (2023–)

## Eredmények, helyezések
| Dicsőséglista      |   |                                                       |
| Magyar bajnok:     | 5 | 1997/1998, 1998/1999, 1999/2000, 2012/2013, 2016/2017 |
| Kupagyőztes:       | 4 | 1998/1999, 1999/2000, 2012/2013, 2016/2017            |
| CEBL Liga győztes: | 1 | 2008/2009                                             |

| 1949-1975 | 1949-1975              | 1949-1975 | 1949-1975 |
| --------- | ---------------------- | --------- | --------- |
| Évad      | Egyesület              | Osztály   | Helyezés  |
| 1949/50   | Székesfehérvári MDSE   | NB II.    | 3.        |
| 1950. ősz | Székesfehérvári MDSE   | NB II.    | 1.        |
| 1951.     | Székesfehérvári Építők | NB I.     | 7.        |
| 1952.     | Székesfehérvári Építők | NB I.     | 7.        |
| 1953.     | Székesfehérvári Építők | NB I.     | 6.        |
| 1954.     | Székesfehérvári Építők | NB I.     | 6.        |
| 1955.     | Székesfehérvári Építők | NB I.     | 6.        |
| 1956.     | Székesfehérvári Építők | NB I.     | 4.        |
| 1957/58   | Székesfehérvári Építők | NB I.     | 10.       |
| 1958/59   | Székesfehérvári Építők | NB I.     | 6.        |
| 1959/60   | Székesfehérvári Építők | NB I.     | 11.       |
| 1960/61   | Székesfehérvári Építők | NB I.     | 10.       |
| 1961/62   | Székesfehérvári Építők | NB I.     | 9.        |
| 1962/63   | Székesfehérvári Építők | NB I.     | 11.       |
| 1964.     | Székesfehérvári Építők | NB I.     | 11.       |
| 1965.     | Székesfehérvári Építők | NB I.     | 11.       |
| 1966.     | Székesfehérvári Építők | NB I.     | 14.       |
| 1967.     | Székesfehérvári Építők | NB II.    | 2.        |
| 1968.     | Székesfehérvári Építők | NB II.    | 1.        |
| 1969.     | Székesfehérvári Építők | NB I.     | 12.       |
| 1970.     | Székesfehérvári Építők | NB II.    | 3.        |
| 1971.     | Székesfehérvári Építők | NB II.    | 4.        |
| 1972.     | Székesfehérvári Építők | NB II.    | 3.        |
| 1973.     | Székesfehérvári Építők | NB II.    | 2.        |
| 1974.     | Székesfehérvári Építők | NB II.    | 1.        |
| 1975.     | Székesfehérvári Építők | NB I.     | 11.       |

| 1976-2002 | 1976-2002              | 1976-2002 | 1976-2002 |
| --------- | ---------------------- | --------- | --------- |
| Évad      | Egyesület              | Osztály   | Helyezés  |
| 1976.     | Székesfehérvári Építők | NB I.     | 12.       |
| 1977.     | Székesfehérvári Építők | NB I.     | 14.       |
| 1978.     | Székesfehérvári Építők | NB II.    | 2.        |
| 1979.     | Székesfehérvári Építők | NB II.    | 1.        |
| 1980/81   | Alba Regia Építők      | NB I.     | 16.       |
| 1981/82   | Alba Regia Építők      | NB I.     | 18.       |
| 1982/83   | Alba Regia Építők      | NB II.    | 1.        |
| 1983/84   | Alba Regia Építők      | NB I.     | 16.       |
| 1984/85   | Alba Regia Építők      | NB I.     | 16.       |
| 1985/86   | Alba Regia Építők      | NB I.     | 16.       |
| 1986/87   | Alba Regia Építők      | NB II.    | 2.        |
| 1987/88   | Alba Regia Építők      | NB II.    | 1.        |
| 1988/89   | Alba Regia Építők      | NB I.     | 13.       |
| 1989/90   | Alba Regia Építők      | NB I.     | 15.       |
| 1990/91   | Alba Regia Építők      | NB I.     | 13.       |
| 1991/92   | Alba Regia Építők      | NB I.     | 10.       |
| 1992/93   | Albacomp               | NB I.     | 7.        |
| 1993/94   | Albacomp               | NB I.     | 6.        |
| 1994/95   | Albacomp               | NB I.     | 5.        |
| 1995/96   | Albacomp               | NB I.     | 3.        |
| 1996/97   | Albacomp-SZÜV          | NB I.     | 4.        |
| 1997/98   | Albacomp-SZÜV          | NB I.     | 1.        |
| 1998/99   | Albacomp-SZÜV          | NB I.     | 1.        |
| 1999/2000 | Albacomp- UPC          | NB I.     | 1.        |
| 2000/2001 | Albacomp- UPC          | NB I.     | 6.        |
| 2001/2002 | Albacomp- UPC          | NB I.     | 5.        |

| 2002-2014 | 2002-2014             | 2002-2014 | 2002-2014    |
| --------- | --------------------- | --------- | ------------ |
| Évad      | Egyesület             | Osztály   | Helyezés     |
| 2002/2003 | Albacomp              | NB I.     | 3.           |
| 2003/2004 | Albacomp              | NB I.     | 3.           |
| 2004/2005 | Albacomp              | NB I.     | 3.           |
| 2005/2006 | Albacomp              | NB I.     | 2.           |
| 2006/2007 | Albacomp              | NB I.     | 6.           |
| 2007/2008 | Albacomp              | NB I.     | 3.           |
| 2008/2009 | Albacomp              | NB I.     | 5.           |
| 2009/2010 | Albacomp              | NB I.     | 5.           |
| 2010/2011 | Albacomp              | NB I.     | 2.           |
| 2011/2012 | Albacomp Fehérvár     | NB I.     | 3.           |
| 2012/2013 | Bericap Alba Fehérvár | NB I.     | 1.           |
| 2013/2014 | Alba Fehérvár         | NB I.     | 6.           |
| 2014/2015 | TLI-Alba Fehérvár     | NB I.     | 9.           |
| 2015/2016 | TLI-Alba Fehérvár     | NB I.     | 2.           |
| 2016/2017 | Alba Fehérvár         | NB I.     | 1.           |
| 2017/2018 | Alba Fehérvár         | NB I.     | 3.           |
| 2018/2019 | Alba Fehérvár         | NB I.     | 11.          |
| 2019/2020 | Alba Fehérvár         | NB I.     | félbeszakadt |
| 2020/2021 | Alba Fehérvár         | NB I.     | 5.           |
| 2021/2022 | Alba Fehérvár         | NB I.     | 3.           |
| 2022/2023 | Arconic Alba Fehérvár | NB I.     | 2.           |
| 2023/2024 | Arconic Alba Fehérvár | NB I.     | 3.           |

### Magyar kupa
Döntő eredmények:
1998–1999 Albacomp-SZÜV – Marc-Körmend (92–87)
1999–2000 Albacomp-UPC – Matáv SE Pécs (74–56)
2003–2004 Kaposvári KK – Albacomp (83–81)
2004–2005 Atomerőmű SE – Albacomp (80–71)
2010–2011 Szolnoki Olaj KK – Albacomp (79–71)
2012–2013 Alba Fehérvár – Szolnoki Olaj KK (74–54)
2016–2017 Alba Fehérvár – Szolnoki Olaj KK (59–58)

### Magyar bajnokság
Döntő eredmények:
1997–1998: Albacomp-SZÜV – Danone-Honvéd BT 4–1 (94–75, 69–89, 77–76, 95–85, 90–66)
1998–1999: Albacomp-SZÜV – Falco-Írókéz KC 4–1 (79–60, 85–84, 87–78, 70–87, 77–66)
1999–2000: Albacomp-UPC – Szolnoki Olaj KK 4–2 (82–80, 72–85, 90–66, 62–64, 77–56, 73–58)
2005–2006: Atomerőmű SE – Albacomp 3–0 (83-68, 98-96, 92-78)
2010–2011: Szolnoki Olaj KK – Albacomp Fehérvár 3–2 (69-87, 67-88, 76-66, 77-76, 80-72)
2012–2013: Bericap Alba Fehérvár – Szolnoki Olaj KK 3–2 (79-70, 60-65, 85-73, 79-83, 75-66)
2015–2016: Szolnoki Olaj KK – TLI-Alba Fehérvár 3–1 (86–80, 66–91, 91–85, 78–76)
2016–2017: Alba Fehérvár – Falco-Vulcano KC 3–2 (76–77, 75–65, 86–77, 69–82, 78–71)

#### Helyezések
- 1. hely: 1997–1998, 1998–1999, 1999–2000, 2012–2013, 2016–2017
- 2. hely: 2005–2006, 2010–2011, 2015–2016
- 3. hely: 1995–1996, 1999–2000, 2003–2004, 2004–2005, 2007–2008, 2011–2012, 2017–2018

#### Bajnokcsapat tagjai
- 1997–1998: Robert Shannon ·  Dávid Kornél ·  Lance Blanks ·  Halm Roland ·  Góbi Henrik ·  Matus Gábor ·  Bodrogi Csaba ·  Sajni Balázs ·  Baumgartner Balázs ·  Gémes Levente ·  Csaplár Nagy Arnold ·  Béres Gábor ·  Posch Dániel ·  Képli Péter. Edző: Farkas Sándor.
- 1998–1999: Képli Péter ·  Sajni Balázs ·  Gémes Levente ·  Anthony Maroney ·  Nate Wilbourne ·  Robert Shannon ·  Baumgartner Balázs ·  Albert Karner ·  Matus Gábor ·  Halm Roland ·  Posch Dániel ·  Varga Roland. Edző: Farkas Sándor.
- 1999–2000: Robert Shannon ·  Gémes Levente ·  Bojan Lapov ·  Godena Ferenc ·  Bacsa Péter ·  Polster Péter ·  Matus Gábor ·  Varga Roland ·  Boros Zoltán ·  Halm Roland ·  Dávid Kornél ·  Chad McClendon. Edző: Farkas Sándor.
- 2012–2013: Keller Ákos ·  Juhos Levente ·  Bódi Ferenc ·  Hollis Damian ·  Somogyfoki Szabolcs  ·  Supola Zoltán  ·  Keller Vidor  ·  Lekli József  ·  Koncz Péter  ·  Ronald Moore  ·  Szabó Zsolt  ·  Brandon Wood  ·  Jarrod Jones. Edző: Dzunic Branislav.

## Nemzetközi mérkőzések

### Korac-kupa
| Ford. | Dátum                | Hazai              | Vendég             | Eredmény | Legjobb dobók                                                |
| ----- | -------------------- | ------------------ | ------------------ | -------- | ------------------------------------------------------------ |
| 1.    | 1994. szeptember 7.  | Universitatea-Elba | Albacomp-UPC       | 87-103   | Ilic 25, Ciosici 14 illetve Sizov 37, Trouchine 31           |
| 2.    | 1994. szeptember 14. | Albacomp-UPC       | Universitatea-Elba | 104-84   | ??                                                           |
| 3.    | 1994. szeptember 28. | Albacomp-UPC       | TDK                | 78-80    | Esteller 19, Deon 23                                         |
| 4.    | 1994. október 5.     | TDK                | Albacomp-UPC       | 104-73   | Thomas 32, Esteller Juyol 14 illetve Kornél 24, Trouchine 13 |

| Helyezés | Csapat                         |
| -------- | ------------------------------ |
| 1.       | ALBA Berlin                    |
| 2.       | Adecco Olimpia Stefanel Milano |
| 3.       | Pau Orthez és CB Caseres       |

| Eredmények: \| Ford. \| Dátum \| Hazai \| Vendég \| Eredmény \| Legjobb dobók \| \| ----- \| -------------------- \| ------------------ \| ------------------ \| -------- \| ------------- \| \| 1. \| 1995. szeptember 6. \| KK Savinjski Hopsi \| Albacomp-Upc \| 90-72 \| ?? \| \| 2. \| 1995. szeptember 13. \| Albacomp-Upc \| KK Savinjski Hopsi \| 74-74 \| ?? \| - Forrás |                      |                    |                    |          |               |
| Ford. | Dátum                | Hazai              | Vendég             | Eredmény | Legjobb dobók |
| 1. | 1995. szeptember 6.  | KK Savinjski Hopsi | Albacomp-Upc       | 90-72    | ??            |
| 2. | 1995. szeptember 13. | Albacomp-Upc       | KK Savinjski Hopsi | 74-74    | ??            |

| Ford. | Dátum                | Hazai            | Vendég           | Eredmény | Legjobb dobók                                          |
| ----- | -------------------- | ---------------- | ---------------- | -------- | ------------------------------------------------------ |
| 1.    | 1996. szeptember 11. | Albacomp         | KK Idrija        | 89-70    | Kornél 30, Taylor 21 illetve Bozic 18, Rupnik 12       |
| 2.    | 1996. szeptember 18. | KK Idrija        | Albacomp-Upc     | 72-72    | Rupnik 17, Covic 17 illetve Shannon 21, Kornél 19      |
| 3.    | 1996. október 2.     | Steiner-Bayreuth | Albacomp         | 72-67    | Taylor 16, Blake 12 illetve Góbi 21, Shannon 19        |
| 4.    | 1996. október 9.     | Turismo Andaluz  | Albacomp         | 93-80    | Scott 25, King 23 illetve Shannon 27, Taylor 23        |
| 5.    | 1996. október 16.    | Albacomp         | BC Kalev         | 72-77    | Kornél 29, Góbi 11 illetve Babenko 20, Giannopoulos 20 |
| 6.    | 1996. november 6.    | Albacomp         | Steiner-Bayreuth | 83-90    | Pálkerti 17, Góbi 16 illetve Dorsey 24, Hutchinson 17  |
| 7.    | 1996. november 13.   | Albacomp         | Turismo Andaluz  | 66-91    | Taylor 17, Shannon 15 illetve King 19, Scott 16        |
| 8.    | 1996. november 20.   | BC Kalev         | Albacomp         | 85-79    | Chapman 16, Babenko 15 illetve Kornél 21, Rajkó 14     |

| Helyezés | Csapat                                     |
| -------- | ------------------------------------------ |
| 1.       | Arisz Thesszaloniki                        |
| 2.       | Tofas Bursa                                |
| 3.       | Benetton Treviso és Mazowiecki KS Pruszkov |

| 1997/1998 Korac-kupa |                                                   |
| --- | ------------------------------------------------- |
| Végeredmény: \| Helyezés \| Csapat \| \| -------- \| ------------------------------------------------- \| \| 1. \| Scaligera Basket Verano \| \| 2. \| Crvena zvezda \| \| 3. \| Aeroporti Virtus Messaggero Roma és Cholet Basket \| - Forrás |                                                   |
| Helyezés | Csapat                                            |
| 1. | Scaligera Basket Verano                           |
| 2. | Crvena zvezda                                     |
| 3. | Aeroporti Virtus Messaggero Roma és Cholet Basket |

| 2000/2001 Korac-kupa |                                                |
| --- | ---------------------------------------------- |
| Végeredmény: \| Helyezés \| Csapat \| \| -------- \| ---------------------------------------------- \| \| 1. \| Baloncesto Unicaja Malaga \| \| 2. \| Hemofarm Vrsac \| \| 3. \| Ricoh Astronauts Amsterdam és FLV Athlon Ieper \| - Forrás |                                                |
| Helyezés | Csapat                                         |
| 1. | Baloncesto Unicaja Malaga                      |
| 2. | Hemofarm Vrsac                                 |
| 3. | Ricoh Astronauts Amsterdam és FLV Athlon Ieper |

### Saporta-kupa
| Ford. | Dátum                | Hazai                     | Vendég                    | Eredmény | Legjobb dobók                                                   |
| ----- | -------------------- | ------------------------- | ------------------------- | -------- | --------------------------------------------------------------- |
| 1.    | 1999. szeptember 21. | Maccabi Raanana           | Albacomp                  | 57-74    | Peleg 17 Steinhauer 12 illetve Shannon 34, McClendon 16         |
| 2.    | 1999. szeptember 28. | Albacomp                  | Apoel Nicosia             | 100-79   | Shannon 28, Lapov 21 illetve Thurman 34, Popovic 18             |
| 3.    | 1999. október 5.     | Albacomp                  | BC Lietuvos Rytas Vilnius | 82-71    | Shannon 27, Lapov 20, illetve Giedraitis 16, Adietis 13         |
| 4.    | 1999. október 12.    | Chalon S/Saone            | Albacomp                  | 82-68    | Gatlin 25, Robinson 18 illetve Halm 25, Lapov 16                |
| 5.    | 1999. október 19.    | Amsterdam                 | Albacomp                  | 61-53    | McGuthrie 14, Spinks 18 illetve McCledon 17, Shannon 11         |
| 6.    | 1999. november 2.    | Albacomp                  | Maccabi Raanana           | 71-70    | McCledon 18, Boros 15 illetve Salters 20, Peleg 14              |
| 7.    | 1999. november 9.    | Apoel Nicosia             | Albacomp                  | 40-83    | Christodoulou 12, Koutzis 8 illetve Halm 15, Shannon 14         |
| 8.    | 1999. november 16.   | BC Lietuvos Rytas Vilnius | Albacomp                  | 95-83    | Giedraitis 29/6, Okunszkij 17, illetve Halm 21/15, McClendon 21 |
| 9.    | 1999. december 7.    | Albacomp                  | Chalon S/Saone            | 73-76    | Shannon 32, McCledon 17 illetve Ostrowski 23, Gatlin 13         |
| 10.   | 1999. december 14.   | Albacomp                  | Amsterdam                 | 64-66    | McCledon 20, Shannon 17 illetve McGuthrie 32, Spinks 12         |

| Helyezés | Csapat                 | Pont | Gy-V | Dobott | Kapott |
| -------- | ---------------------- | ---- | ---- | ------ | ------ |
| 1.       | Lietuvos Rytas Vilnius | 18   | 8-2  | 814    | 667    |
| 3.       | Maccabi Raanana        | 16   | 6-4  | 696    | 608    |
| 2.       | Chalon S/Saone         | 16   | 6-4  | 649    | 604    |
| 4.       | Ricoh Amsterdam        | 15   | 5-5  | 622    | 623    |
| 5.       | Albacomp               | 15   | 5-5  | 751    | 697    |
| 6.       | Apoel Nicosia          | 10   | 0-10 | 513    | 864    |

| Helyezés | Csapat                             |
| -------- | ---------------------------------- |
| 1.       | AEK Athén                          |
| 2.       | Kinder Bologna                     |
| 3.       | Lietuvos Rytas Vilnius és KK Zadar |

| Helyezés | Csapat                 | Pont | Gy-V | Dobott | Kapott |
| -------- | ---------------------- | ---- | ---- | ------ | ------ |
| 1.       | Lietuvos Rytas Vilnius | 18   | 8-2  | 814    | 667    |
| 3.       | Maccabi Raanana        | 16   | 6-4  | 696    | 608    |
| 2.       | Chalon S/Saone         | 16   | 6-4  | 649    | 604    |
| 4.       | Ricoh Amsterdam        | 15   | 5-5  | 622    | 623    |
| 5.       | Albacomp               | 15   | 5-5  | 751    | 697    |
| 6.       | Apoel Nicosia          | 10   | 0-10 | 513    | 864    |

| Helyezés | Csapat                             |
| -------- | ---------------------------------- |
| 1.       | AEK Athén                          |
| 2.       | Kinder Bologna                     |
| 3.       | Lietuvos Rytas Vilnius és KK Zadar |

### FIBA Európa-kupa
| 2002/2003 FIBA Európa-kupa |
| --- |
| Ulriken Eagles (norvég)–Albacomp 94–109 (21–31, 24–18, 18–29, 31–31) Északi főcsoport, alapszakasz, 2. forduló, C csoport. Felforgatott együttessel lépett pályára a második csoportmeccsén az Albacomp. Két irányítójáról, Theiszről és Borosról kénytelen volt lemondani Sterbenz edző, sérülés miatt. Az Ulriken az egész pályás letámadással igyekezett megzavarni a vendégcsapatot, ami nem állította megoldhatatlan feladat elé a fehérváriakat, hiszen a házigazda legmagasabbja, a norvég válogatott Karlsen is csak 204 centi magas volt. A fehérváriak második meccsüket is megnyerték az Európa-kupában. Bergen, 500 néző. V: Matsalu (észt), Kolicsev (orosz) ULRIKEN: Heimstad (3/3), WHITE (29/12), FLOYD (22/3), Karlsen (6), Sivertsen (13). Cs: El Safadi (14), Nyborg (–), Berge (–), Komatina (7), Kasaic (–). Edző: Tyron Ewens ALBACOMP: MATUS (8/6), MOSELEY (25/12), HART (30/12), Bencze Z. (12), LAPOV (17/3). Cs: Halm (8), Góbi (4), Nunez (3), Mihalics (2). Edző: Sterbenz László Az eredmény alakulása. 4. p.: 4–10. 12. p.: 28–43. 23. p.: 50–57. 33. p.: 68–90 Kipontozódott: Floyd (39. p.) Albacomp–BC Mogul Lucenec (szlovák) 104–79(31–16, 19–20, 26–27, 28–16) Északi főcsoport, alapszakasz, 6. forduló, C csoport. A mérkőzés tétje a csoportelsőség volt. Az előző fordulóban a fehérváriak Szlovákiában 86-75-re legyőzték a Lucenec csapatát. A győzelem egyszersmind azt is jelenti, hogy az Albacomp csoportelsőként jutott tovább. Székesfehérvár, 1500 néző. V: Volejnik (cseh), Kreidl (osztrák) ALBACOMP: Theisz (–), Moseley (12/6), HART (18/3), BENCZE Z. (19), LAPOV (14). Cs: MATUS (13/9), Góbi (10), HALM (13/3), Mihalics (1), Nunez (4). Edző: Sterbenz László LUCENEC: CUROVIC (17), Tarabus (13/9), LACO (18/6), Snopko (3/3), Simonides (6). Cs: Azacis (6), SVITEK (13/3), Ceman (–), Suja (3/3), Kovacik (–). Edző: Tibor Jany Az eredmény alakulása. 7. p.: 22–10. 15. p.: 41–23. 23. p.: 59–50. 25. p.: 67–50. 35. p.: 89–67 Kipontozódott: Bencze Z. (27. p.) Eredmények: Bayer Giants Leverkusen – Albacomp 94:81 (37:45) Albacomp – Bayer Giants Leverkusen 92:87 (44:44) - Forrás |

| Ford. | Dátum              | Hazai       | Vendég      | Eredmény | Legjobb dobók                                          |
| ----- | ------------------ | ----------- | ----------- | -------- | ------------------------------------------------------ |
| 1.    | 2004. november 3.  | Albacomp    | BC Boncourt | 101-61   | Bódi 17, Nisavic 13, illetve Holland 20, Tchiloemba 14 |
| 2.    | 2004. november 11. | Brno        | Albacomp    | 105-97   | Cernosek 23, Klimek 22 illetve Spivey 23, Younger 14   |
| 3.    | 2004. november 17. | Belenenses  | Albacomp    | 77-87    | Moore 24, Simao 13 illetve Spivey 26, Younger 21       |
| 4.    | 2004. november 24. | BC Boncourt | Albacomp    | 96-99    | Holland 30, Alijevas 26 illetve Spivey 23, Younger 20  |
| 5.    | 2004. december 1.  | Albacomp    | Brno        | 86-80    | Younger 25, Spivey 20 illetve Males 29, Kovacevic 13   |
| 6.    | 2004. december 8.  | Albacomp    | Belenenses  | 86-77    | Spivey 23, Younger 13 illetve Simao 22, Coelho 13      |
| 7.    | 2005. január 12.   | CAB Madeira | Albacomp    | 80-82    | Stewart 23, Nwankwo 19 illetve Spivey 27, Nisavic 15   |
| 8.    | 2005. január 12.   | Albacomp    | CAB Madeira | 103-74   | Younger 23, Bódi 22 illetve Stephens 28, Stewart 17    |

| Ford. | Dátum             | Hazai            | Vendég         | Eredmény | Legjobb dobók                                        |
| ----- | ----------------- | ---------------- | -------------- | -------- | ---------------------------------------------------- |
| 1.    | 2005. február 16. | Albacomp         | Mlekarna Kunin | 101-61   | Younger 22, Spivey 20 illetve Howard 21, Soska 16    |
| 2.    | 2005. február 17. | Benetton Olympic | Albacomp       | 71-108   | Madison 24, Livadic 14 illetve Younger 26, Spivey 23 |

| Ford. | Dátum             | Hazai         | Vendég        | Eredmény | Legjobb dobók                                     |
| ----- | ----------------- | ------------- | ------------- | -------- | ------------------------------------------------- |
| 1.    | 2005. március 3.  | Albacomp      | Moscow Region | 83-73    | Spivey 21, Góbi 16 illetve Smith 13, Demeshkin 13 |
| 2.    | 2005. március 10. | Moscow Region | Albacomp      | 83-65    | Dayneko 16, Taylor 10 illetve Góbi 13, Nisavic 12 |

### CEBL (Central European Basketball League)
| Ford. | Dátum              | Hazai                        | Vendég                       | Eredmény | Eredmény |
| ----- | ------------------ | ---------------------------- | ---------------------------- | -------- | -------- |
| 1.    | 2008. október 13.  | BK 04 AC LB Spisská Nová VES | Albacomp Székesfehérvár      | 83       | 103      |
| 2.    | 2008. november 4.  | Albacomp Székesfehérvár      | Xion Dukes Kolsterneuburg    | 80       | 70       |
| 3.    | 2008. november 25. | Albacomp Székesfehérvár      | BK 04 AC LB Spisská Nová VES | 102      | 76       |
| 4.    | 2008. december 2.  | Xion Dukes Kolsterneuburg    | Albacomp Székesfehérvár      | 93       | 83       |
| 5.    | 2008. december 9.  | Geofin Nový Jičín            | Albacomp Székesfehérvár      | 98       | 72       |
| 6.    | 2008. december 16. | Albacomp Székesfehérvár      | Geofin Nový Jičín            | 102      | 70       |

|  | Elődöntők               | Elődöntők               | Elődöntők          |    |                         | Döntő                   | Döntő            | Döntő |
|  |                         |                         |                    |    |                         |                         |                  |       |
|  | 2009. január 10.        |                         |                    |    |                         |                         |                  |       |
|  | Albacomp Székesfehérvár | Albacomp Székesfehérvár | 79                 |    |                         |                         |                  |       |
|  | Kapfenberg Bulls        | Kapfenberg Bulls        | 61                 |    |                         |                         |                  |       |
|  |                         |                         |                    |    |                         |                         |                  |       |
|  |                         |                         |                    |    |                         | 2009. január 11.        |                  |       |
|  |                         |                         |                    |    | Albacomp Székesfehérvár | Albacomp Székesfehérvár | 92               |       |
|  |                         | BCM Elba Timisoara      | BCM Elba Timisoara | 66 |                         |                         |                  |       |
|  |                         |                         |                    |    |                         |                         |                  |       |
|  |                         |                         |                    |    |                         |                         |                  |       |
|  |                         |                         |                    |    |                         | Bronzmérkőzés           |                  |       |
|  | 2009. január 10.        | 2009. január 10.        | 2009. január 10.   |    | 2009. január 11.        | 2009. január 11.        | 2009. január 11. |       |
|  | BCM Elba Timisoara      | BCM Elba Timisoara      | 90                 |    | Geofin Novy Jicin       | Geofin Novy Jicin       | 67               |       |
|  | Geofin Novy Jicin       | Geofin Novy Jicin       | 87                 |    |                         | Kapfenberg Bulls        | Kapfenberg Bulls | 74    |

| Csoport "A": - Albacomp - BK Prostejov - U-Mobitelco Cluj \| Dátum \| Hazai \| Vendég \| Eredmény \| \| ------------------ \| ---------------- \| ---------------- \| -------- \| \| 2009. november 4. \| Albacomp \| U-Mobitelco CLUJ \| 78-90 \| \| 2009. november 30. \| Albacomp \| BK Prostejov \| 83-99 \| \| 2009. december 15. \| U-Mobitelco Cluj \| Albacomp \| 109-82 \| - Forrás |                  |                  |          |
| Dátum | Hazai            | Vendég           | Eredmény |
| 2009. november 4. | Albacomp         | U-Mobitelco CLUJ | 78-90    |
| 2009. november 30. | Albacomp         | BK Prostejov     | 83-99    |
| 2009. december 15. | U-Mobitelco Cluj | Albacomp         | 109-82   |

### Eurocup
| 2013/2014 Eurocup |
| --- |
| 2013. október 5-én Barcelonában kisorsolták az Európa Kupa 2013/14-es idényének csoportbeosztását. Az Alba Fehérvár a keleti konferencia, F csoportjába került, ahol Buducsnoszt Podgorica, Nyizsnyij Novgorod, TED Ankara, PAOK Szaloniki, Himik Juzsnyij lesz az ellenfele. A készülő csarnok miatt a hazai mérkőzéseket a Veszprém Arénában rendezik meg. 1. mérkőzés BC Nyizsnyij Novgorod – Bericap Alba Fehérvár 82-64 (24-18, 24-14, 20-20, 14-12) - Nyizsnyij Novgorod: Khvostov 5, Panin 18/6, Golovin 8/3, Ivlev -, Brezec 17. Csere: Baburin -, Antonov 11/3, Paul 11/3, Gubanov 12/6. - Alba Fehérvár: Moore 15/3, Hobbs 11/9, Supola 2, Juhos 3, Somogyi 11. Csere: Kemp 15, Tóth N. 1, Szanati 3, Tóth P. 1, Olah 2. 2. mérkőzés Bericap Alba Fehérvár – PAOK Thessaloniki 88-89 (16-13, 26-22, 25-29, 21-25) - Bericap Alba Fehérvár: Kemp 26, Szanati 2, Juhos 4, Moore 18, Somogyi 4 Csere: Hobbs 16, Olah 2, Tóth P. 4, Tóth N. 8, Supola 4. - PAOK Thessaloniki: Cooper 6, Charalampidis 19, Tsairelis 21, Bogris 10, Kaselakis – Csere: Payne 13, Tsochlas 6, Vucicevic -, Dedas 2, Margaritis 12, Kalles -, Liapis - 3. mérkőzés Bericap Alba Fehérvár – Khimik Yuzhny 75-88 (11-25, 22-18, 21-25, 21-20) - Bericap Alba Fehérvár: Kemp 10, Hobbs 2, Olah 2, Tóth P. -, Somogyi 13 Csere: Szanati 2, Juhos 8, Moore 20, Tóth N. 12, Supola 6 - Khimik Yuzhny: Popov 4, Shuler 18, Travis 11, Delaney 24, Pustovyi 2 Csere: Gatens 12, Kovalenko -, Freimanis 5, Zavadskyi 4, Prokopenko -, Riabchuk 8 4. mérkőzés Budućnost VOLI Podgorica – Bericap Alba Fehérvár 67-61 (10-17, 29-14, 16-9, 12-21) - Budućnost VOLI Podgorica: Popovic M. 3, Vitkovac 5, Popovic A. 6, Akindele 4, Capin 12 Csere: Sehovic 12, Mihailovic 11, Subotic -, Komatina 4, Mugosa -, Ivanovic 10, Coleman -, - Bericap Alba Fehérvár: Hobbs 9, Moore 12, Somogyi 10, Tóth N. 4, Supola 6 Csere: Kemp 4, Szanati -, Olah -, Juhos 10, Tóth P. 6, Brbaklic - 5. mérkőzés Bericap Alba Fehérvár – Aykon TED Ankara 92-84 (16-28, 29-18, 19-24, 28-14) - Bericap Alba Fehérvár: Kemp 16, Szanati -, Moore 25, Somogyi 14, Tóth N. 10 Csere: Hobbs 13, Olah -, Juhos 4, Tóth P. 3, Supola 7, Blaskovits -, Brbaklic - - Aykon TED Ankara: Erdeniz 2, Plisnic 23, Valters 6, Golubovic 18, Tucker 8 Csere: Kavaklioglu 8, Candan -, Bibo -, Rasic 13, Kamer 2, Ozkan 2, Baygul 2 6. mérkőzés Bericap Alba Fehérvár – Nizhny Novgorod 78-84 (23-18, 17-29, 19-19, 19-18) - Bericap Alba Fehérvár: Hobbs 11, Olah 2, Juhos 13, Moore 21, Somogyi 8 Csere: Kemp 16, Szanati 3, Tóth P. 1, Tóth N. 3, Supola -, Blaskovits - - Nizhny Novgorod: Babbit 8, Brezec 15, Panin 20, Savelyev 5, Golovoin – Csere: Baburin 3, Ivlev -, Antonov 13, Khvostov 7, Gubanov 4, Paul 9 7. mérkőzés PAOK Thessaloniki – Bericap Alba Fehérvár 68-64 (17-16, 23-13, 12-16, 16-19) - PAOK Thessaloniki: Payne 12, Cooper 9, Charalampidis 6, Tsairelis 11, Bogris 12 Csere: Tsochlas 6, Vucicevic -, Dedas 3, Margaritis 9, Kalles -, Kaselakis -, Koniaris - - Bericap Alba Fehérvár: Hobbs 16, Moore 12, Tóth P. 2, Somogyi 4, Tóth N. 10 Csere: Kemp 6, Szanati 2, Olah -, Juhos 3, Supola 7, Blaskovits 2 8. mérkőzés Khimik Yuzhny – Bericap Alba Fehérvár 81-52 (23-16, 14-9, 26-13, 18-14) - Khimik Yuzhny: Popov -, Shuler 9, Travis 9, Delaney 14, Pustovyi 3 Csere: Gatens 17, Kovalenko 9, Freimanis 14, Zavadskyi 4, Prokopenko 3, Riabchuk 3, Koniev 2 - Bericap Alba Fehérvár: Szanati 2, Hobbs 11, Juhos 4, Moore 7, Tóth N. 3 Csere: Kemp 5, Olah -, Tóth P. -, Somogyi 20, Supola -, Blaskovits - 9. mérkőzés Bericap Alba Fehérvár – Budućnost VOLI Podgorica 82-80 (21-16, 26-29, 13-18, 22-17) - Bericap Alba Fehérvár: Szanati 2, Moore 24, Somogyi 4, Supola 8, Blaskovits 2 Csere: Kemp -, Hobbs 20, Olah 15, Juhos -, Tóth P. 5, Tóth N. 2 - Budućnost VOLI Podgorica: Popovic M. 3, Vitkovac 2, Popovic A. 16, Akindele 22, Ivanovic 13 Csere: Sehovic 13, Mihailovic 3, Subotic -, Komatina 8, Mugosa -, Novosel -, Coleman - 10. mérkőzés Aykon TED Ankara – Bericap Alba Fehérvár 84-64 (29-12, 18-19, 16-22, 21-11) - Aykon TED Ankara: Erdeniz 3, Plisnic 23, Rasic 12, Golubovic 16, Tucker 14 Csere: Kavaklioglu 4, Candan 7, Bibo -, Valters -, Kamer 1, Ozkan -, Baygul 4 - Bericap Alba Fehérvár: Hobbs 10, Olah 9, Juhos 2, Moore 4, Somogyi 14 Csere: Szanati 4, Tóth P. 3, Tóth N. 8, Supola 8, Blaskovits 2 F csoport: - Buducsnoszt Podgorica - Nyizsnyij Novgorod - TED Ankara - PAOK Szaloniki - Himik Juzsnyij - Alba Fehérvár |

### FIBA Europe Cup
| Round | Home               | Away               | Result |
| ----- | ------------------ | ------------------ | ------ |
| 1     | Alba Fehérvár      | Basic-Fit Brussels | 86-79  |
| 2     | Alba Fehérvár      | Elan Chalon        | 111-91 |
| 3     | Alba Fehérvár      | Benfica            | 90-71  |
| 4     | Benfica            | Alba Fehérvár      | 77-74  |
| 5     | Elan Chalon        | Alba Fehérvár      | 106-77 |
| 6     | Basic-Fit Brussels | Alba Fehérvár      | 69-80  |

| Hely. | Csapat           | M | Gy | V | P+  | P–  | Pk  | P  | Továbbjutás          |       | PAU   | ALB   | CLU    | PAR    |
| ----- | ---------------- | - | -- | - | --- | --- | --- | -- | -------------------- | ----- | ----- | ----- | ------ | ------ |
| 1.    | Pau-Lacq-Orthez  | 6 | 4  | 2 | 520 | 461 | +59 | 10 | Advance to play-offs |       | —     | 89–63 | 103–83 | 101–66 |
| 2.    | Alba Fehérvár    | 6 | 4  | 2 | 500 | 501 | −1  | 10 |                      |       | 78–81 | —     | 92–83  | 84–78  |
| 3.    | U BT Cluj-Napoca | 6 | 2  | 4 | 475 | 491 | −16 | 8  |                      | 79–69 | 81–86 | —     | 84–67  |        |
| 4.    | JIP Pardubice    | 6 | 2  | 4 | 466 | 508 | −42 | 8  |                      | 92–77 | 89–97 | 74–65 | —      |        |

| Round | Home             | Away             | Result |
| ----- | ---------------- | ---------------- | ------ |
| 1     | Alba Fehérvár    | U-BT Cluj Napoca | 92-83  |
| 2     | Alba Fehérvár    | BK JIP Pardubice | 84-78  |
| 3     | Pau-Lacq-Orthez  | Alba Fehérvár    | 89-63  |
| 4     | U-BT Cluj Napoca | Alba Fehérvár    | 81-86  |
| 5     | BK JIP Pardubice | Alba Fehérvár    | 89-97  |
| 6     | Alba Fehérvár    | Pau-Lacq-Orthez  | 78-81  |

### Edzőmérkőzések
2002 USA:
1. Illinois Egyetem (Chicago) – Albacomp-UPC 86 : 83
2. Eastern Illinois Egyetem (Charleston) – Albacomp-UPC 86 :82
3. Tulsa-i Egyetem – Albacomp-UPC 97 : 91
4. Marquette – Albacomp-UPC 103 : 57
5. Dél Carolina-i Egyetem – Albacomp-UPC 90 : 72

## Utánpótlás
A szakosztály utánpótlása a felnőtt csapat mind eredményesebb szereplésével párhuzamosan fejlődött. A kezdeti kevés főből álló utánpótlásból mára nagy létszámú országos bázisról beszélhetünk. A kinevelt játékosok és az eredmények is ezt igazolják. Az Albacomp felügyelete alá közel 300 gyerek tartozik. Ez a szám évente 50–60 fővel gyarapszik. Pár név a Fehérváron nevelkedett, felnőtt csapatoknál edző játékosokból: Sajni Balázs, Béres Gábor, Képli Péter, Bencze Zoltán, Debrődy István, Bojtár Gyula, Mihalics Zoltán, Nunez Martin, Dávid Gergely.
Talán a valaha volt legjobb fiatalkorú játékos Hanga Ádám aki az Albacompban vált felnőtt játékossá és egyben érett fiatalemberré. 2005-ben érkezett a klubhoz alig 16 évesen (ezért nem teljes mértékben saját nevelésű), s mostanra (2008) szinte kezdőemberként számítanak rá, és az Albacomp egyik meghatározó tagja lett.

### Szakosztály legjobb eredményei
- 1997/1998. Utánpótlás-bajnokság 3. hely.
- 1999/2000. Junior bajnokság 2. hely
- 2000/2001. Junior bajnokság 1. hely

Több korosztályos bajnokságban volt országos döntős csapata az Albacompnak.
Válogatott játékosok: Sajni Balázs, Béres Gábor, Berta Zsolt, Lánczos Sándor, Debrődy István, Bojtár Gyula, Dávid Gergely, Mihalics Zoltán, Nunez Martin, Soós Gábor.
Az Albacomp juniorjai háromszor nyertek aranyat, kétszer ezüstérmet és négyszer bronzérmet.
2005/2006 U20 Bajnok Albacomp:
Albacomp-Falco Switelsky KC 82-67
2008/2009 U20 Bajnok Albacomp:
U20 Final Four, Székesfehérvár.
Döntő: Zalakerámia ZTE KK – Albacomp Balogh 2000 (73-78)
Antal Balázs, Antal Szabolcs, Balogh Tamás, Debrődy Péter, Dreifinger Zsolt, Hanga Ádám, Keller Ákos, Keller Vidor, Kiss János, Madár András, Nagy Dániel, Rémai Roland, Somogyfoki Szabolcs, Tápai Attila, Veszter Attila
2009/2010 U20 Bajnok Albacomp:
U20 Final Four, Székesfehérvár.
Döntő: Albacomp-Balogh 2000 – Atomerőmű SE 85-74 (17-25, 22-18, 25-10, 21-21)
Legjobb dobók:
Madár 24/15, Somogyfoki 21, Kertész 18, Antal 10, ill. Morgen 22/12, Kovács Á. 20/3, Medve 19/3.
2010/2011 U20 2. hely:
Albacomp – Kecskemét 63-94 (13-31, 11-12, 26-26, 13-25)
U20 Final Four, SportMax I.
Kecskemét: Pongó M. 11, Mészáros 26/12, Puszta 20/6, Lakits 13, Gruda 4. Cs.: Pongó M. 7, Tóth B. 2, Kovács -, Legéndi 11/3.
Albacomp: Madár 17/9, Debrődy 3, Kertész 17/9, Somogyfoki 11/3, Keller V. 7. Csere: Gorzsás 4, Czirbus -, Kardos -, Rémai 4, Dreifinger -, Borján -, Koncz P. -.
2013 U14, U12
A Fehérvári Kenguruk ismét a dobogó tetejére ugrottak. U14-es csapat kétéves veretlenségét megőrizve nyerte meg a Pécsett rendezett Országos Jamboree-t, vagyis a korosztályos bajnokság döntőjét.
Szintén Pécs adott otthont az U12-es korosztály Országos Jamboree-jának. A Fehérvári Kenguruk a régióban szerzett első helyük alapján az A csoportba kerültek első számú kiemeltként a Szolnoki Olajbányászok, az Óbudai Kaszások és a debreceni Ziccer Tigrisek társaságában.
Fehérvári Kenguruk – Óbudai Kaszások 89 – 69 (19-20; 22-13; B:9-6; 22-11; 17-19)
Fehérvári Kenguruk – Ziccer Tigrisek 71 – 41 (12-10; 20-12; B: 5-6; 13-9; 21-4)
Szolnoki Olajbányászok – Fehérvári Kenguruk 58 – 74 (6-17; 19-21; B: 7-7; 14-17; 12-12)
Fehérvári Kenguruk – Fürge VASAS 59 – 45 (13-6,10-13,B:6-4,12-8,18-14)

## NBA
Dávid Kornél az Alba Fehérvár (akkor még Albacomp) csapatából került az NBA-be. Az első és jelenleg egyetlen magyar NBA játékost, 1999-ben a Chicago Bulls draft nélkül szerezte meg. Később a Cleveland Cavaliers, majd 2000-ben a Toronto Raptors, ezután pedig 2001 februárjától a Detroit Pistons csapatát erősítette. Az Albacompból, a Toronto Raptors és a New York Knicks által megfigyelt Bencze Zoltán lehetett volna következő magyar, aki megfordul a világ legerősebb kosárlabda-bajnokságágában, ám a 2003-as drafton nem kelt el. A magyar játékos a Minnesota Summer Basketball League ötnapos tornáján is részt vett, ahol a Philadelphia 76ers tesztelte, de szerencsével ott sem járt. Nem úgy, mint Hanga Ádám, aki 2006-ban, szinte még gyerekkén került a fehérvári klubhoz. Öt év alatt fokozatosan csapata egyik legjobb játékosává nőtte ki magát, és érte el azt, hogy 2011 júniusában első magyarként keljen el az észak-amerikai profi kosárlabda-bajnokság játékosbörzéjén. Ádám a San Antonio Spurs, második kör 29. kiemeltjeként kelt el. 2012 július 6-án egy újabb székesfehérvári próbálkozott meghódítani Amerikát. Keller Ákos személyében ismét egy magyar próbálta ki magát, és vett részt a Phoenix Suns summer campjén. Több klub érdeklődését is felkeltette, de Dávid Kornél személye a Suns felé húzta őt. A 2012/2013-as szezont követően, Keller Ákos távozása után, Somogyi Gergely érkezett Fehérvárra a spanyol másodosztályú Corunában csapatából. Somogyi nem Székesfehérvárról próbált szerencsét a tengerentúlon, hanem a Honvédból indult, majd amerikai egyetemen végezte felsőfokú tanulmányait. Az Egyesült Államokban élő kosaras a Los Angeles Lakers nyári liga-csapatában is megfordult, majd a Cleveland Cavaliersnél próbajátékon vett részt, de az NBA-s csapat rá sem tartott igényt.

## Induló, kabala, internet
Induló
| Új induló (2003 februárjától napjainkig) |
| --- |
| Amikor újra felugrunk majd a csúcsra nekünk már nem lesz furcsa hisz kenguruk vagyunk kék lett a szívünk és eljött ezer hívünk de téged is elhívunk hogy szurkolhass nekünk, hisz nyerni oly jó ezt tudja ez a város és mellettünk áll most hát jöjj te is velünk! győzzön az Alba s a királysírok halma és az országalma mind énekel velünk (HAJRÁ ALBACOMP) * Kell a győzelem ízét úgy élvezem írjuk fel az égre már HAJRÁ SZÉKESFEHÉRVÁR * Kemény edzések és rangos mérkőzések, a vérmesebb remények szőnek új álmokat, oly sokat érnek ha nyakunkban az érmek, és a csapatérdek mindennél fontosabb Nálunk a labda s ha adódik egy ziccer egyikünk sem viccel most kosárra törünk ugrunk a csúcsra, meccsről meccsre újra, hogy mindenki tudja hát: énekel velünk (HAJRÁ ALBACOMP) * Kell a győzelem ízét úgy élvezem írjuk fel az égre már HAJRÁ SZÉKESFEHÉRVÁR |

| Régi induló |
| --- |
| A parketten vonat robog: A fürge Albacomposok. Dobnak hárompontosat - de a szív a fontosabb! * Feldobás után nyomás Tempó jön és zsákolás, A nézőtéren hangzavar - remélem nem zavar! * Nézd az izzadt arcokat, Hogy vívják a harcukat A győzedelmes kenguruk - mi együtt zsákolunk! * Felugrik és fenn marad Úr a két palánk alatt, A lába Alba, karja comp - hajrá Albacomp! |

- Régi induló (meghallgatása)
- Új induló (meghallgatása)

Kabala: kenguru.
Ács Attila, a székesfehérvári "kenguru", a Coco Loco nevű spanyol zenekar énekese. Az Albacomp hivatalos indulóját együttesével készítette. Gyermekkorát Zalaegerszegen töltötte, ahol "megfertőzte" a sportág, s mai napig a ZTE a másik kedvenc csapata. 1995-ben amerikai mintára Magyarországon is elkezdtek a csapatok kabalafigurákat választani. Egyik rádiós műsorvezető barátjával kezdtek el gondolkodni azon, hogy mi lenne a megfelelő az Albacomp számára. Szerethető, magasra ugró, atletikus állatot kerestek, ezért esett a választás a kengurura.
Internet
Az Albacomp kosárlabdacsapatának hivatalos oldala 2001 szeptember 27. óta áll a szurkolók rendelkezésére. Megjelenésében és tartalmában számtalan változáson ment keresztül az évek során.
Szurkolói csoport
2011 októberében megalakult az Albacomp Fehérvár kosárlabdacsapata mellett működő szurkolói csoport Fehérvár United Cool Kangaroos néven. Az alapító tagok a b-középben szurkolókból verbuválódtak. A cél, hogy az Albacomp buzdítása révén minél fényesebb éremmel zárja a következő esztendőket.